# 李煌 (清朝)
李煌（1792年—1848年），字栯堂，一作郁堂，昆明人。清朝政治人物、進士出身。
嘉庆二十二年（1817年）考中进士，改庶吉士。嘉慶二十四年，升任翰林院編修。道光七年，提督山西學政。道光十一年，升任右贊善、右中允、左中允、司經局洗馬。次年改翰林院侍講、右庶子、左庶子、翰林院侍講學士。道光十三年，起用日講起居注官兼右庶子。道光十四年，任翰林院侍講學士，日講起居注官。道光十五年，任會試同考官，并教習庶吉士，后任福建鄉試正考官。道光十六年，升任翰林院侍讀學士。道光二十年，任詹事府少詹事、內閣學士、兼禮部侍郎銜。道光二十一年，任殿試讀卷官、朝考閱卷官、文淵閣直閣事。道光二十二年，署吏部右侍郎。道光二十三年，任禮部右侍郎。道光二十五年，署吏部左侍郎；次年任江蘇學政。道光二十六年，任戶部右侍郎兼管錢法堂事務，次年轉左侍郎，兼管理三庫事務。